# Schloss Gayenhofen
Das Schloss Gayenhofen liegt im baulichen Ensemble mit der Laurentiuskirche beherrschend über der Stadt Bludenz im österreichischen Bundesland Vorarlberg. Es ist eine Nachfolgeanlage der abgegangenen Burg Bludenz.

## Geschichte

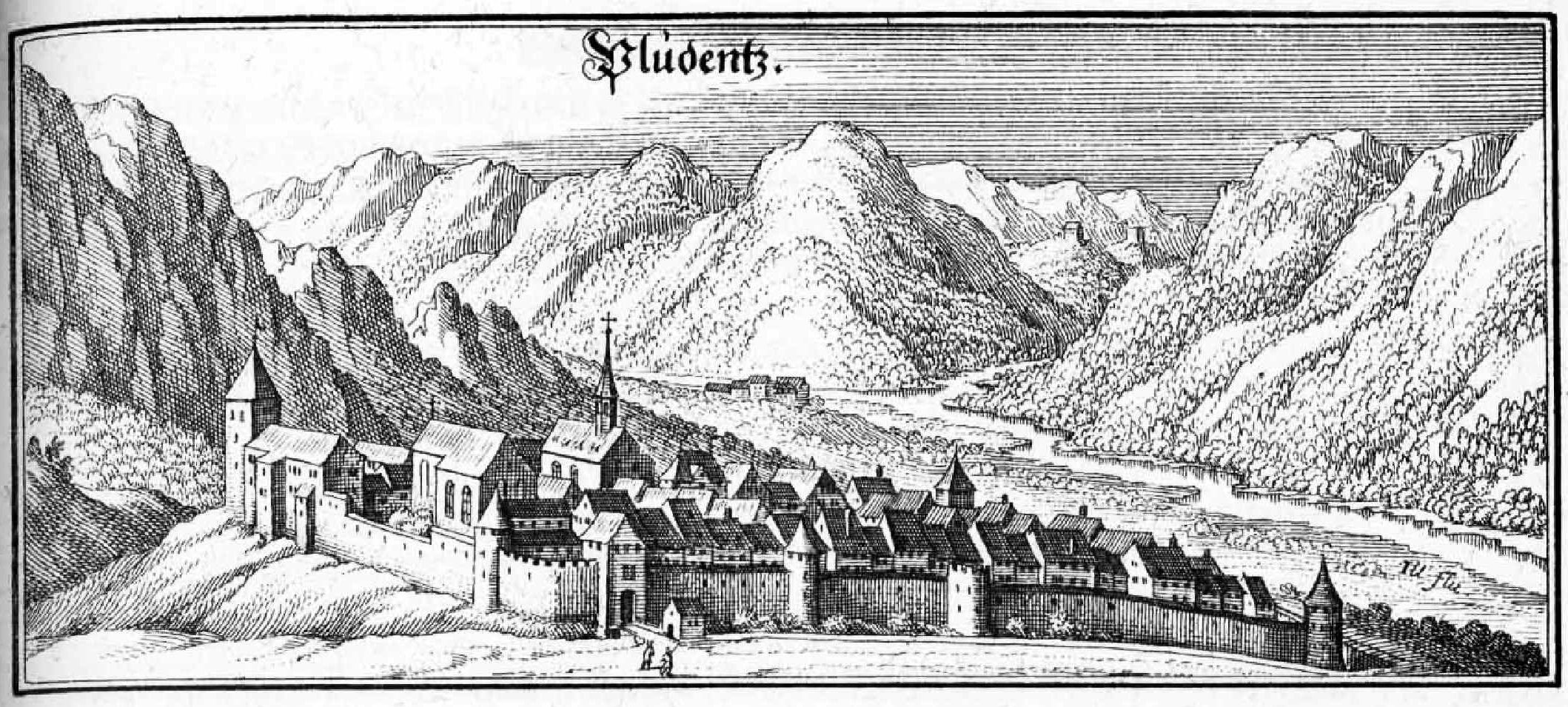
Bludenz um 1643 (Kupferstich von Merian)

Die Grafen von Werdenberg erbauten zwischen 1222 und 1245 als Mittelpunkt der gräflich-werdenbergisch-heiligenbergischen Herrschaft bzw. der Herrschaft Bludenz eine Burganlage. Damit war auch Bludenz neben Bregenz und Feldkirch im Mittelalter eine befestigte Stadt in Vorarlberg. Von 1377/78 bis 1418 wohnte in ihren Mauern Graf Albrecht III. von Werdenberg-Heiligenberg. Nach der Werdenberger Fehde fielen Stadt und Burg Bludenz an die Habsburger. 1448 tauschte Herzog Sigmund beide gegen die Herrschaft Rotund mit Ulrich von Schlandersberg. 1491 wurde die Burg durch einen Brand zerstört.
Freiherr Franz Andreas von Sternbach (1675–1755), welcher zuvor das Schloss Wolfsthurn in Südtirol erbaut hatte, ließ 1746/1747 durch seinen Verwalter Johann Josef Gassmayr mit dem örtlichen Vogteiverwalter Franz Josef Gilm als örtlicher Bauleiter unter Verwendung von Abbruchsteinen der alten Burg mit dem Maurermeister und Steinhauer Andreas Schmied, welcher zuvor das Langhaus der nebenstehenden Laurentiuskirche erweitert hatte, das Schloss Gayenhofen errichten. Die Erfahrungen der genannten Personen benötigte bei der schlichten Gestaltung des Schlosses keinen externen Architekten. Am 5. Mai 1746 erfolgte die Grundsteinlegung des neuen Schlosses mit dem Provikar und Pfarrer von Bürs Christian Battlogg sowie mit drei Kapuzinern. Die Nennung von Johann Caspar Bagnato in diversen Quellen als Architekt ist ohne Beleg zum Schloss Gayenhofen, jedoch war Bagnato am 17. Dezember 1745 auf einer Zunftversammlung in Schnifis, wo er Andreas Moll als Lehrling annahm und wohl auch Bauarbeiter für seine Baustelle Kornhaus Rohrschach vom Kloster St. Gallen anwarb.
1936 kaufte die Stadt Bludenz das Schloss und übergab es 1959 an das Land Vorarlberg. Zwischen 1960 und 1963 wurde das Schloss erneut umgebaut. Der Nordtrakt wurde abgebrochen, der bis dahin geschlossene Vierkant-Innenhof damit geöffnet und das Schloss am 26. Oktober 1963 zum Amtsgebäude der Bezirkshauptmannschaft Bludenz adaptiert.
Im Juni 2023 konnte der in Hanglage befindliche Schlossgarten am Südostfuß des Gebäudes nach umfangreichen Instandsetzungsarbeiten wieder geöffnet werden. Unter anderem wurden die in schlechtem Zustand befindlichen Stützmauern repariert. Der Garten war zuvor etwa 20 Jahre lang aus Sicherheitsgründen gesperrt gewesen. Er gehört dem Land Vorarlberg, wird der Stadt Bludenz, die ihn pflegt, kostenlos zur Nutzung durch die Bevölkerung überlassen und soll auch der Rahmen für kleine Kulturveranstaltungen sein.

## Architektur
Es ist eine dreigeschoßige Schlossanlage über streng rechteckigem Grundriss mit stadtseitiger Schaufront und risalitartig über die westliche und östliche Schmalfront vorgezogenen Haupttrakten. Dieser Bau gilt als einer der wenigen Schlossbauten des Klassizismus in Österreich außerhalb Wiens.